# Закон о психиатрической помощи
Закон о психиатрической помощи — основной нормативный правовой акт, регулирующий организационные и экономические принципы оказания психиатрической помощи. В Российской Федерации закон о психиатрической помощи, называющийся Законом Российской Федерации «О психиатрической помощи и гарантиях прав граждан при её оказании», был принят 2 июля 1992 года и получил номер 3185-1.

## История
В советское время деятельность психиатрической службы регулировалась в основном ведомственными инструкциями Минздрава СССР, которые не публиковались в печати и не были известны общественности. Регулирование на законодательном уровне отсутствовало. Инструкции содержали расплывчатые формулировки, что приводило к излишне широкому и произвольному их применению. Задержка принятия закона о психиатрической помощи в России по сравнению с развитыми странами составила в среднем 80 лет и явилась причиной использования психиатрии в политических целях. Необходимость существования данного закона отмечается в его преамбуле: «Отсутствие должного законодательного регулирования психиатрической помощи может быть одной из причин использования её в немедицинских целях, наносить ущерб здоровью, человеческому достоинству и правам граждан, а также международному престижу государства».
В 1987 году была создана межведомственная комиссия, разработавшая Положение об условиях и порядке оказания психиатрической помощи, утверждённое Указом Президиума Верховного Совета СССР от 5 января 1988 г. и введённое в действие 1 марта 1988 г. В этом документе содержались определённые гарантии защиты прав лиц, страдающих психическими расстройствами, однако документ имел и ряд существенных недостатков, которые отмечались в критических выступлениях в печати. Для их устранения был создан новый законопроект, работа над которым вначале велась на базе Института им. В. П. Сербского коллективом специалистов, созданным Минздравом СССР; подготовка законопроекта была завершена после распада СССР рабочей группой Верховного Совета РСФСР, в состав которой входили специалисты (юристы и психиатры), в том числе представители Независимой психиатрической ассоциации. Именно этот законопроект и лёг в основу принятого в 1992 году Верховным Советом Закона «О психиатрической помощи…».
Основными, качественно новыми демократическими нововведениями для российской психиатрии стали два нововведения «Закона о психиатрической помощи…»:
- обязательная судебная процедура при проведении всех недобровольных мер (освидетельствования, госпитализации, лечения);
- теоретическое провозглашение полного равенства прав и свобод лиц с психическими расстройствами и всех остальных граждан, недопущение ограничения прав и свобод только на основании психиатрического диагноза, на основании факта нахождения под диспансерным наблюдением, в психиатрическом стационаре либо в психоневрологическом учреждении[6].

В 1998 году в Минздраве России была создана комиссия по подготовке законопроекта «О внесении изменений и дополнений в Закон РФ „О психиатрической помощи…“», предпринявшая попытки ограничить демократические нововведения закона: в частности, изъять определение «непосредственная» в формулировке, касающейся больных, представляющих «непосредственную опасность» для себя или окружающих. В результате открытого письма-протеста Независимой психиатрической ассоциации это изменение было снято. Другие изменения, предусмотренные законопроектом, включали существенное ограничение судебной процедуры при проведении недобровольных мер, снятие санкции врача на использование физического стеснения, снятие запрета испытания медицинских средств и методов лечения на тяжёлых психически больных, ограничение полномочий общественных организаций и т. п. Активный протест правозащитных организаций воспрепятствовал парламентским чтениям по этому законопроекту.
Впоследствии (в 2000 и 2003 годах) были предприняты другие, также предотвращённые правозащитной общественностью попытки внесения изменений и дополнений в «Закон о психиатрической помощи…», которые существенно сузили бы его демократические завоевания.

## Принципы применения недобровольных медицинских мер
«Закон о психиатрической помощи…» регламентирует порядок оказания психиатрической помощи, процедуру госпитализации в психиатрический стационар в недобровольном порядке и применение иных недобровольных мер медицинского характера. В частности, в 3 пунктах 29-й статьи закона приведены основания для госпитализации в психиатрический стационар в недобровольном порядке — лицо может быть госпитализировано в психиатрический стационар недобровольно, если его психиатрическое обследование или лечение возможны только в стационарных условиях, а психическое расстройство является тяжёлым и при этом обусловливает:
- его непосредственную опасность для себя или окружающих, или
- его беспомощность, то есть неспособность самостоятельно удовлетворять основные жизненные потребности, или
- существенный вред его здоровью вследствие ухудшения психического состояния, если лицо будет оставлено без психиатрической помощи[2].

В законодательстве РФ отсутствует специальное юридическое определение психического расстройства. Фактически это означает совпадение медицинского и юридического определения психического расстройства и создаёт ситуацию правовой неопределённости, когда врач и юрист должны сами решать, действительно ли пациент страдает тяжёлым психическим расстройством или для его госпитализации следует руководствоваться какими-то другими нормами. Отсутствует также определение термина «непосредственная опасность», а формулировка «существенный вред здоровью» является излишне расплывчатой. Согласно приказу Минздрава РФ «О скорой психиатрической помощи» от 8 апреля 1998 года, основанием для недобровольной госпитализации могут служить не только психотические, но и аффективные состояния (к примеру, непсихотическая депрессия), а также психопатоподобные расстройства.
Судебное разбирательство при недобровольной госпитализации в психиатрический стационар не предусматривает осуществления доказательной процедуры, то есть приведения фактов и доказательств в суде, обосновывающих вывод о непосредственной опасности госпитализируемого, и допускает лишение свободы и лечение психотропными препаратами лиц, не совершивших противоправных действий. Данное обстоятельство неоднократно давало повод для критики закона и даёт основание считать его одним из наиболее суровых законов, существующих в России в настоящее время.
«Закон о психиатрической помощи…» не закрепляет за администрацией стационара обязанность знакомить пациента или его представителя с судебным решением по поводу недобровольной госпитализации, он не устанавливает право пациента возбуждать процедуру судебного контроля за госпитализацией. Тем самым не выполняется постановление Европейского суда по правам человека (ЕСПЧ) по делу «Ракевич против Российской Федерации» (Страсбург, 2003 г.). Между тем, как и Конвенция о защите прав человека и основных свобод, решения Европейского суда — в той их части, в которой даётся толкование содержания закреплённых в Конвенции прав и свобод, включая право на доступ к суду и справедливое правосудие, — являются составной частью правовой системы РФ и потому должны учитываться федеральным законодателем и правоприменительными органами.
По мнению представителей Московской Хельсинкской группы, закон не соответствует европейской практике оказания психиатрической помощи. Рассмотренное в ЕСПЧ дело «Ракевич против Российской Федерации» дало повод руководителю правовых программ МХГ Наталье Кравчук заявить:
...российское законодательство в этой области безлико и расплывчато. Именно по этой причине людям так тяжело отстаивать свои права и приходится доходить до Европейского суда по правам человека.

## Исключения при правоприменении
29-я статья «Закона о психиатрической помощи…» и госпитализация в психиатрический стационар в недобровольном порядке не применяются в отношении лиц, пользующихся неприкосновенностью, например федеральных судей или депутатов Государственной думы. Это является существенной проблемой при оказании психиатрической помощи таким лицам. Врач-психиатр, нарушивший данное правило, может быть лишён диплома и права заниматься профессиональной деятельностью.

## Статья о службе защиты прав пациентов
С 1993 года «Закон о психиатрической помощи…» включал в себя статью, позволявшую создавать в регионах РФ независимые от органов исполнительной власти службы защиты прав пациентов (статья 38). Такие службы должны были, как предполагали законодатели, стать независимыми наблюдателями, помогающими психиатрическими пациентами отстаивать свои права и следящими за нарушениями. Статья 38 позволяла общественным организациям принимать жалобы от пациентов психоневрологических интернатов, а также направлять эти жалобы в прокуратуру или суд.
Долгое время службы защиты прав пациентов не создавались, однако в 2010-е годы за создание служб стали бороться неправительственные организации, группы пациентов и их родственников. В 2021 году в Нижегородской области была создана служба защиты прав пациентов (в течение 2022 года эта служба взяла в работу 4870 кейсов, и 3894 из них было решено в результате взаимодействия с чиновниками, администрацией интернатов и больницами).
Однако 19 июля 2023 года Государственная дума приняла в третьем чтении законопроект, отменяющий статью «Закона о психиатрической помощи…» о службах защиты прав пациентов. Данный законопроект был принят, невзирая на протесты общественных организаций: 67 неправительственных организаций и 32 тысячи человек обратились к президенту В. В. Путину с просьбой не принимать данные поправки в законе. По мнению депутатов, вместо такой службы защиту прав лиц с психическими расстройствами могут осуществлять государственные органы и общественные организации. Руководитель Московского многопрофильного центра паллиативной помощи Департамента здравоохранения города Москвы, основатель благотворительного фонда помощи хосписам «Вера», член Совета при Правительстве Российской Федерации по вопросам попечительства в социальной сфере Нюта Федермессер так высказалась по данному поводу:
Нам предлагают некий суррогат. Нам предлагают заменить статью, где обязательной для каждого субъекта является служба защиты прав, на формулировку „общественные организации могут осуществлять защиту прав“. То есть могут осуществлять, а могут не осуществлять. И ещё мы с вами прекрасно понимаем, что у общественных организаций административный ресурс равен примерно нулю.